# Jimmy Kets
Jimmy Kets (Lier, 2 juni 1979) is een Belgische fotograaf en documentairemaker.
Kets begon zijn carrière als persfotograaf voor de krant De Morgen (2001-2008), die hij later zou inruilen voor De Standaard. Sinds 2007 is hij lid van het Belgische fotoagentschap ID/ photo agency, waardoor zijn beelden ook internationaal verspreid worden. Hij is ook bekend van zijn persoonlijke reeksen en oeuvre. Hiertoe behoren onder andere de fotoseries Brightside en Shot in Flanders.

## Biografie
Kets volgde zijn opleiding aan Sint Lucas Antwerpen. Hij behaalde er een master in Grafisch design en Illustratie. Via zijn afstudeerproject over straatkinderen in Kathmandu in Nepal verkreeg hij een baan als fotograaf bij het dagblad De Morgen. Begin 2009 stapte hij na zeven jaar over naar het dagblad De Standaard.
In 2009 verscheen zijn eerste fotoboek, Brightside. Dit boek bundelt zeven jaar van Kets' individuele zoektocht naar wat voor hem fotografie betekent, zowel qua vorm als inhoudelijke thema's. Datzelfde jaar verscheen eveneens het boek  Volkscafés, vrouwentongen & mannenpraat.

## Publicaties
- Brightside, Ludion, Gent, 2009, ISBN 9789055447787
- Volkscafés: Vrouwentongen en mannenpraat[3], Davidsfonds, Leuven, 2009, ISBN 9789058266200
- Niet Miss, Davidsfonds, Leuven, 2013, ISBN 9789058269447
- The graves are nice this time of year, Hannibal, Veurne, 2014, ISBN 978 94 9137 696 2

## Films
- OdysSea (2013), documentaire over Belgisch Magnum fotograaf Carl De Keyzer
- New Pigs on the Block (2022), documentaire

## Exposities
| Locatie                              | Plaats        | Beschrijving                                  | Jaar |
| ------------------------------------ | ------------- | --------------------------------------------- | ---- |
| Transit Expozone, De Coninckplein    | Antwerpen     | solo-fototentoonstelling                      | 2006 |
| Szymon Gallery                       | Antwerpen     | solo-expositie                                | 2007 |
| Cultureel Centrum                    | Genk          | The Women Collection, solo-expositie          | 2008 |
| Stieglitz 19                         | Antwerpen     | Las Vegas Blues, solo-expositie               | 2009 |
| Foto Museum                          | Antwerpen     | Brightside, solo-expositie                    | 2009 |
| Szymon Gallery                       | Zoersel       | solo-expositie                                | 2009 |
| Flanders Center                      | Osaka (Japan) | solo-expositie                                | 2009 |
| De Brakke Grond                      | Amsterdam     | Shot in Flanders + Brightside, solo-expositie | 2011 |
| Stieglitz 19                         | Antwerpen     | Shot in Flanders, solo-expositie              | 2011 |
| Kunstenfestival Watou                | Watou         | Hotel Kets                                    | 2012 |
| Museum Dr. Guislain                  | Gent          | Niet Miss                                     | 2013 |
| De Loketten van het Vlaams Parlement | Brussel       | The graves are nice this time of year         | 2014 |
| Loodswezen                           | Antwerpen     | AntwerpPhoto Festival                         | 2021 |

## Onderscheidingen
- Nikon Promising Young Photographer Award (2006)
- Sabam Award voor beste humoristische persfoto (2006)
- Canvas Award "the movie of my life" (2007)
- Photo Press award VVJ (2007)
- Sabam Award voor beste humoristische persfoto (2007)
- Nikon Promising Young Photographer Award (2008)[4]
- Nikon Award voor beste portretfoto (2011)
- Nikon Award voor het beste beeldverhaal (2012)